# Corey Beck
Corey Beck, né le 27 mai 1971, à Memphis, au Tennessee, est un ancien joueur américain de basket-ball. Il évolue au poste de meneur.

## Palmarès
- 3e des Goodwill Games 1994
- Champion des Amériques 1997
- Champion NCAA 1994
- Champion CBA 1996
- Meilleur défenseur de l'année CBA 1997
- CBA All-Defensive First Team (1997)